# La Mora, Bavispe
La Mora är en ort i Mexiko.   Den ligger i kommunen Bavispe och delstaten Sonora, i den nordvästra delen av landet, 1 600 km nordväst om huvudstaden Mexico City. La Mora ligger 973 meter över havet och antalet invånare är 218.
Terrängen runt La Mora är varierad.  Trakten runt La Mora är nära nog obefolkad, med mindre än två invånare per kvadratkilometer. Närmaste större samhälle är Bavispe, 12,3 km söder om La Mora. Omgivningarna runt La Mora är i huvudsak ett öppet busklandskap.